# Inge de Bruijn
Inge de Bruijn (Barendrecht, 24. kolovoza 1973.) je bivša nizozemska plivačica.